# Pedro de Zúñiga y de la Cueva
Pedro de Zúñiga Palomeque y de la Cueva Cabeza de Vaca, (Salamanca, 1560-Madrid, 21 de octubre de 1631), primer marqués de Flores Dávila  fue un noble español, embajador del rey Felipe III de España ante la Corte británica, además de caballero de la Orden de Santiago y comendador de Almendralejo en dicha Orden desde 1583, de Bienvenida desde 1605, y de Corral de Almaguer desde 1609.

## Biografía
Era hijo de Diego de Zúñiga y Benavides, regidor perpetuo de Salamanca y corregidor de Toledo, y de Antonia Cabeza de Vaca y Dávila, señora de Arenillas.
Hasta 1604 había desempeñado importantes cargos en la Corte española, habiendo sido primer caballerizo, gentilhombre de Cámara, y Guarda mayor y alcalde de El Pardo. En 1595 participó como general en la defensa del Rosellón, ante un nuevo intento francés de lograr su anexión. 
Tras la firma del Tratado de Londres en 1604, que puso fin a la guerra anglo-española de 1585-1604, el gobierno de Felipe III decidió establecer una embajada permanente en Londres, con el fin de normalizar las relaciones entre ambos países. El Consejo de Estado recomendó para el puesto a Pedro de Zúñiga, cuyo padre, Diego de Zúñiga, era embajador en Francia.
Llegó a Londres, presentándose ante el rey Jacobo I en 1605, con la misión de hacer valer el tratado de Londres y consolidar las relaciones de amistad y alianza entre los dos países. Consiguió estos propósitos, y mantuvo excelentes relaciones con el principal asesor del monarca, Robert Cecil. Durante su estancia en las islas, participó en tareas de espionaje, enviando a la corte española diversos informes y mapas relativos a la colonia inglesa de Virginia. En uno de sus escritos, fechado el 8 de noviembre de 1608, y dirigido a Felipe III, asesoró al monarca sobre la conveniencia de poner fin a la empresa inglesa en la colonia:

"Es muy importante, Su Majestad, que se ponga fin a lo que están haciendo en Virginia, porque es un asunto de gran importancia. Se proponen (según tengo entendido) enviar más de 1.500 hombres allí, y con el tiempo podrían llegar a juntar 12.000. Es un asunto que -de ser así- debe quedar claro."

En 1609, debido a la muerte de su esposa en Madrid, y aquejado de problemas de salud, solicitó su relevo al frente de la embajada, que pasó a ocupar Alonso de Velasco y Salinas, Conde de la Revilla. No obstante, en 1612 regresó en una embajada extraordinaria, con el fin de ofrecer la mano del rey Felipe III (entonces viudo) a la princesa Isabel. Por los servicios prestados a la corona, Pedro de Zúñiga recibió los títulos de Marqués de Flores Dávila y Señor de Castillejo, Villarrubia, Cisla y La Aldehuela. Al morir sin descendencia, el título nobiliario fue heredado por su hermana, Catalina de Zúñiga y de la Cueva.

## Embajador de España en Inglaterra

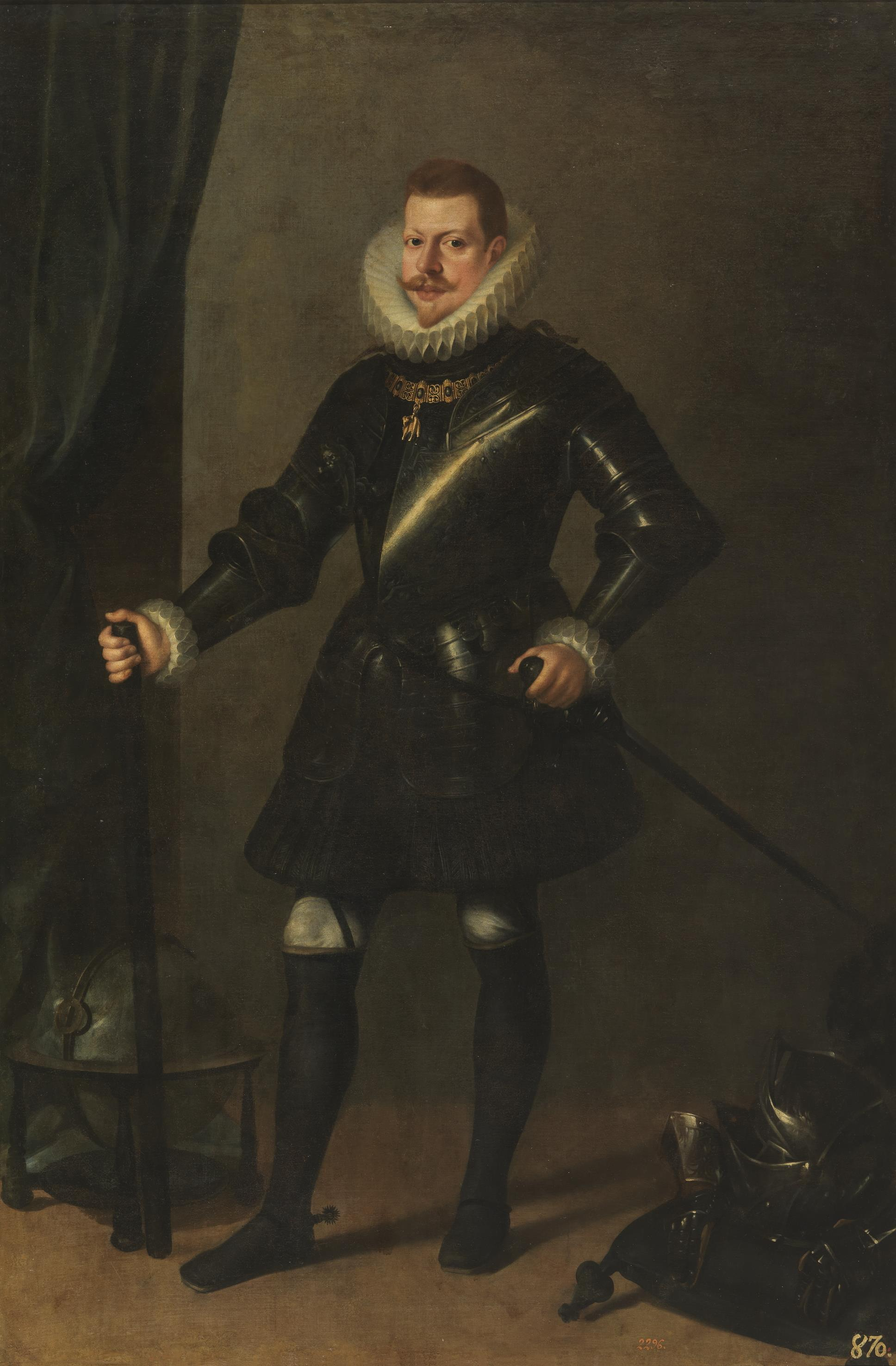
El rey Felipe III de España.

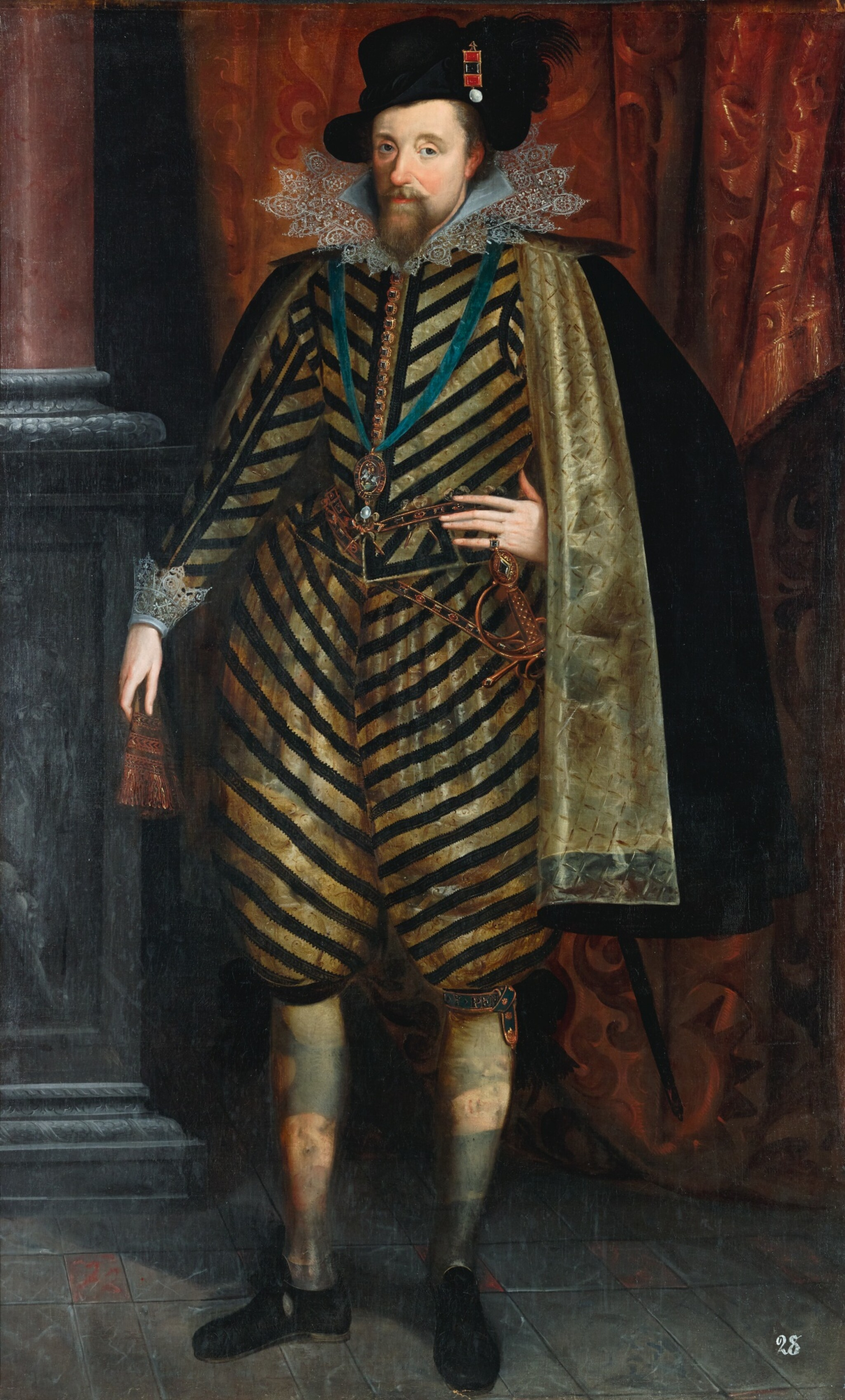
El rey Jacobo I del Reino Unido.

A la muerte de la reina Isabel I de Inglaterra acaecida el 24 de marzo de 1603, le sucedió el rey Jacobo VI de Escocia como Jacobo I de Inglaterra. El rey Jacobo I era hijo de la reina de Escocia  María Stuart y de su esposo lord Darnley. Jacobo fue coronado el 29 de julio de 1567 rey de Escocia, 5 días después de la abdicación forzada de María Stuart . Su educación fue calvinista, casado en 1589 con la princesa protestante Ana de Dinamarca. Su política estuvo orientada al protestantismo.
Pedro de Zúñiga acompañó al nombrado embajador extraordinario Juan Fernández de Velasco y Tovar, VII conde de Haro, V duque de Frías, condestable de Castilla, en las negociaciones del tratado de paz con Inglaterra. Tuvieron un gran éxito diplomático. El tratado de paz fue firmado en Londres el 29 de agosto de 1604 por el rey Jacobo I de Inglaterra.
Terminada la misión del condestable, el rey Felipe III, a recomendación de su Consejo de Estado, nombró a Pedro de Zúñiga embajador de España en Inglaterra. Pedro llegó a Inglaterra el 10 de junio de 1605. Pedro de Zúñiga fue el primer embajador de España en Londres en el reinado de Felipe III. Tuvo que resolver una serie de problemas delicados, entre ellos el paso a Flandes de la gente de guerra española procedente de Irlanda, que estaba concentrada en Dover, evitar las piraterías de los navíos ingleses mandados por capitanes holandeses, suprimir las levas de soldados ingleses y escoceses por los rebeldes de Flandes, proteger a los católicos en Inglaterra y Escocia, remunerar puntualmente los servicios de sus confidentes en la corte inglesa.
Los ingleses se sentían injustamente excluidos de la repartición de territorios en ultramar descubiertos por españoles y portugueses por el papa, a quien no reconocían la autoridad. Reclamaban, de acuerdo a su ímpeto puritano y calvinista, el derecho de participación en el comercio mundial y en la libertad de los mares.
El tratado de paz con Inglaterra fue ratificado en Valladolid por el rey Felipe III y por el comisionado inglés, almirante Charles Howard, conde de Nottingham, en la ceremonia celebrada el 29 de agosto de 1605 en el palacio del conde de Miranda, Juan de Zúñiga Avellaneda y Bazán, con las firmas y  juramentos del rey Felipe III y del almirante Howard.
La política anticatólica del rey Jacobo I produjo el desengaño de los católicos ingleses, que culminó en la conjura de la pólvora (Gunpowder Plot) de noviembre de 1605. Guy Fawkes, caballero de Yorkshire, que estuvo al servicio de España en los Países Bajos, como experto en explosivos,  y sus compañeros católicos, decidieron de volar el parlamento con el rey y sus miembros el día de su inauguración, 5 de noviembre de 1605. El atentado fue revelado, Fawkes ajusticiado, arreciendo la persecución de los católicos ingleses y escoceses. La actuación de Pedro de Zúñiga de dar protección  a los católicos ingleses y escoceses, así como su propuesta de elevar la gratificación de los confidentes y que la paga sea puntual, fue aprobada por el Consejo de Estado.
Pedro ayudó la obra caritativa y religiosa de la venerable Luisa de Carvajal y Mendoza, misionera en Inglaterra. Luisa fundó una congregación religiosa. Socorría y hospedaba a los religiosos perseguidos, por lo que sufrió molestias y encarcelamiento, de las que pudo salir gracias a la protección del embajador Pedro de Zúñiga.
Pedro escribió al rey Felipe III el 8 de abril de 1608, informándole sobre la audiencia con Jacobo I, rey de Inglaterra, y los deseos de este de unir su familia con la española, propiciando el matrimonio de su hijo, el príncipe de Gales, Enrique Federico, con la Infanta Ana Mauricia, hija de Felipe III. El Papa fue informado por el embajador en Roma, el marqués de Aytona. El Papa dio su desacuerdo por ser un matrimonio con un príncipe hereje. El príncipe Enrique Federico falleció en 1612, le sucedió Carlos I como príncipe de Gales.  
Felipe III escribe el 31 de octubre de 1607 a su embajador ante la Santa Sede, que para encaminar a Inglaterra al catolicismo convendría el casamiento del príncipe de Piamonte, hijo del duque de Saboya, con la princesa Isabel, hija de Jacobo I. Incluía carta de Pedro de Zúñiga, informándolo que el rey Jacobo I estaba ilusionado con el casamiento y que no repararía en el problema religioso.  
El rey Jacobo I vuelve a insistir en 1611 al casamiento de su hijo, el príncipe de Gales, con una hija de Felipe III. El matrimonio del príncipe de Gales Carlos con la Infanta María no se llevó a cabo, a pesar de las negociaciones durante varios años y la visita del príncipe de Gales en Madrid el 23 de marzo de 1623. El rey Jacobo I ante el fracaso de las negociaciones con España casó a su hija la princesa Isabel con el elector palatino Federico.
Pedro de Zúñiga tiene conocimiento en 1608 de la fundación de Jamestown (en el actual estado de Virginia en Norteamérica). Informa por carta de 8 de noviembre de 1608 al rey Felipe III y le aconseja poner fin a la empresa inglesa de fundar colonias en Norteamérica.
Pedro de Zúñiga pidió su sustitución como embajador en Inglaterra. Alonso de Velasco y Salinas fue nombrado embajador el 4 de junio de 1609. La salud de Velasco era precaria, por lo que desempeñó el cargo corto tiempo. Diego Sarmiento de Acuña, conde de Gondomar, fue nombrado sucesor. Pedro de Zúñiga se quedó en Inglaterra como embajador extraordinario hasta agosto de 1613, fecha en la que llegó a Inglaterra el conde de Gondomar.
Pedro sucedió a su padre y fue V señor de Flores de Ávila. En agradecimiento por los servicios prestados a la Corona de Castilla el rey Felipe III le concedió en 1609 la encomienda del Corral de Almaguer en Castilla de la Orden de Santiago y el 11 de abril de 1612 el título de marqués de Flores Dávila.